# تپه قلعه کنگ
تپه قلعه کنگ مربوط به دوران‌های تاریخی پس از اسلام است و در شهرستان صحنه، بخش دینور، روستای کنگ واقع شده و این اثر در تاریخ ۱۸ خرداد ۱۳۸۴ با شمارهٔ ثبت ۱۱۸۴۴ به‌عنوان یکی از آثار ملی ایران به ثبت رسیده است.